# Jennifer Batten
Jennifer Batten (ur. 29 listopada 1957 w Nowym Jorku) – amerykańska gitarzystka. Pracowała jako muzyk sesyjny oraz jako artysta solowy.

## Kariera
Zadebiutowała w 1992 roku solowym albumem Above Belond and Beyond, wyprodukowanym przez gitarzystę Steviego Wondera – Michaela Sembello.
Batten uczestniczyła w nagraniach takich artystów jak Jeff Beck ("Who Else" i "You Had It Coming"), Carmine Appice ("Guitar Zeus"), Michael Sembello ("Heavy Weather"), Carl Anderson ("Sunlight Again"), a także debiutanckiej płyty Cindy Cruse. Występowała również w teledyskach Jeffa Becka, Michaela Jacksona, Natalie Cole i Sary Hickman, oraz w "Obsesion" Miguela Mateosa. W latach 1994–1999 Batten była gitarzystką zespołu Dave Rodgers and Domino.
Jej trzeci solowy album Whatever, został wydany w Japonii na przełomie roku 2007 i 2008.

## Dyskografia
- Above Below and Beyond (1992)
- Jennifer Batten's Tribal Rage: Momentum (1997)
- Whatever (2007)